# Henry Kaiser (musicien)
Pour les articles homonymes, voir Henry Kaiser et Kaiser.
Henry Kaiser, né le 19 septembre 1952 à Oakland (Californie), est un guitariste américain. Il collabore fréquemment avec d'autres musiciens de la région de San Francisco.

## Biographie
Henry Kaiser est considéré comme un des pionniers de l'improvisation libre avec Derek Bailey et Evan Parker. En 1978, il fonde le label the Metalanguage Records avec Larry Ochs du Rova Saxophone Quartet et Greg Goodman.
Kaiser était un des membres du groupe French Frith Kaiser Thompson avec les musiciens expérimentaux John French, Fred Frith et Richard Thompson. Ensemble, ils enregistrent Live Love Larf & Loaf (1987) et Invisible Means (1990).
En 1991, Kaiser part pour Madagascar avec son ami David Lindley, où ils passent deux semaines à enregistrer avec des musiciens locaux : 3 albums en sortiront chez Shanachie Records sous le titre A World Out of Time.
Depuis 1998, Kaiser collabore avec le trompettiste Wadada Leo Smith au projet Yo Miles! rendant hommage à la musique de Miles Davis des années 1970, avec des musiciens comme Nels Cline, Mike Keneally, Steve Smith, Greg Osby, John Tchicai ou Zakir Hussain.
En 2001, Kaiser passe deux mois et demi en Antarctique pour un programme de la National Science Foundation. Il travaille fréquemment pour des missions de recherche : ses travaux à la caméra sous-marine figurent dans le film de Werner Herzog The Wild Blue Yonder (2006).

## Discographie
- 1991 : A World Out of Time (Shanachie Records) avec David Lindley à  Madagascar
- 1994 : The Sweet Sunny North (Shanachie Records) avec David Lindley en  Norvège